# Хосе Антоніо Сандоваль Пуерта
Хосе Антоніо Сандова́ль Пуе́рта (нар. 6 лютого 1922, Бульяс) — іспанський вчений у галузі виноробства, доктор інженер-агроном з 1964 року, спеціаліст вищої категорії в галузі виноградарства і виноробства.

## Біографія
Народився Бульяс в Бульясі (провінція Мурсія, Іспанія).
Працював в Національному інституті сільськогосподарських досліджень. Викладав хімію виноробства на курсах фахівців вищої категорії в області виноградарства і виноробства.

## Наукова діяльність
Наукова робота пов'язана із застосуванням фізико-хімічних методів аналізу (полярографії, хроматографії) в виноробстві.